# Michele Maggioli
Michele Maggioli (Pesaro, 15 luglio 1977) è un ex cestista italiano.

## Caratteristiche tecniche
Giocatore atipico per la sua altezza (212 centimetri) ed il suo ruolo di centro. Maggioli ha un buon tiro frontale, una buona visione di gioco e la capacità nel passaggio. In difesa, grazie anche ai suoi centimetri, è un intimidatore come pochi, grazie alla sua immensa apertura di braccia ed al suo tempismo.

## Carriera

### Club
Inizia la carriera cestistica nella Scavolini Pesaro, con la quale esordisce in Serie A1 il 21 gennaio 1996 contro Trieste.
Gioca nella squadra pesarese anche nelle stagioni 1996-97, 1997-98 e 1998-99 (quest'ultima trascorsa in Serie A2), passando alla De Vizia Avellino nel 1999-2000. Con gli irpini gioca un campionato notevole (15,8 punti di media) e alla fine vince i play-off di A2, battendo in finale la Sicc Bpa Jesi.
Nella stagione successiva torna alla Scavolini Pesaro e in massima serie e gioca 17,9 minuti (20,1 nel playoff), segnando 6,1 punti (7,5 nel play-off), con 4,2 rimbalzi (5,4 nel playoff). Veste la maglia pesarese anche nel 2001-02 e gioca 11,6 minuti di media con 3,6 punti e 3 rimbalzi. Nella stessa stagione fa il suo esordio anche in Eurolega, giocandovi 19 partite e totalizzando 3,8 di media sia alla voce punti che a quella rimbalzi.
Nel 2002-03 passa alla Mens Sana Siena, ma il 28 febbraio 2003 viene ceduto in prestito alla Bipop Reggio Emilia in Legadue, dove gioca 13 match segnando 5,2 punti e catturando 3,1 rimbalzi a sera. Con la Reggiana approda ai play-off, ma perde in semifinale contro la Sicc Bpa Jesi.
Torna a Siena per l'inizio della stagione successiva, ma passa subito in prestito alla Scandone Avellino, con la quale gioca 34 partite con 5,1 punti e 4,4 rimbalzi. Nel 2004-05, con la Sicc Bpa in A1, gioca 34 partite e mette insieme, grazie ad un girone di ritorno ad alti livelli, 5,6 rimbalzi e 7,6 punti con il 61,2% da due e il 31,8% da tre. Nell'agosto 2005 firma un contratto triennale con la Sicc Bpa Jesi che lo lega al club marchigiano fino a giugno 2008.
Nel 2007 è stato votato miglior giocatore italiano della Legadue per la stagione 2006-07.
Nel 2008 ripete il successo nella classifica del miglior italiano della Legadue ed è considerato da molti anche l'MVP di tale campionato americani compresi.
Il 4 luglio 2007 prolunga il suo contratto con la società jesina fino al 30 giugno 2011.Maggioli diventa, insieme al capitano Alberto Rossini (da sette anni a Jesi), l'uomo simbolo dell'Aurora.
Nella stagione 2009-10, però matura in Maggioli la voltontà di confrontarsi di nuovo con il massimo campionato italiano e passa alla blasonata Virtus Bologna. In lega serie A con la Virtus Maggioli disputa una stagione discreta, partendo 25 volte in quintetto base su 30 presenze, e chiudendo con le seguenti medie: 18.5 minuti, 7.4 punti, 3.8 rimbalzi, 7.8 di valutazione.
Il 9 luglio 2010 la Virtus Bologna lo libera, andando incontro alla volontà del giocatore di compiere una scelta di vita tornando a Jesi per vestire la casacca dell'Aurora fino alla fine della sua carriera. Il giorno stesso, infatti, Maggioli firma il contratto che lo lega alla società arancio-blu jesina fino al 30 giugno 2013, divenendone anche il capitano. Nel luglio 2013 firma un ulteriore rinnovo, della durata di due anni. L'11 giugno 2015, dopo un altro ciclo di cinque anni, lascia per la seconda volta la squadra marchigiana.
Dopo altri tre anni nel campionato di seconda serie in cui gioca oltre 20 minuti a gara in questo caso con i colori dell'Andrea Costa Imola, il 1º agosto 2018 viene annunciato come nuovo acquisto del Basket Rimini Crabs in Serie C, ma all'inizio di settembre, prima ancora della pubblicazione dei calendari, la società rende noto che non avrebbe disputato il campionato, lasciando spazio al nuovo club cittadino Rinascita Basket Rimini. Il 30 novembre 2018 annuncia sui social network il suo ritiro ufficiale dal basket giocato.

### Nazionale
Dal 1998 al 2005 ha fatto parte della Nazionale Italiana con la quale ha disputato 50 partite per un totale di 210 punti.

## Palmarès

### Club
- Campionato Italiano di Serie A2: 1

Avellino: 1999-2000
- Coppa Italia di Legadue: 1

Jesi: 2008

### Individuale
- Miglior giocatore italiano di Serie A2: 1

Avellino: 1999-2000
- Miglior Under-22 di Serie A2: 1

Avellino: 1999-2000
- Miglior giocatore play-off Serie A2: 1

Avellino: 1999-2000
- Miglior giocatore italiano di Legadue: 3

Jesi: 2006-2007, 2007-2008, 2008-2009
- Miglior realizzatore di Legadue: 1

Jesi: 2012-2013

### Altri risultati
- Finale di Coppa Italia: 2

Pesaro: 2001
Virtus Bologna: 2010
- Finale di Supercoppa italiana: 2

Pesaro: 2001
Virtus Bologna: 2009

## Curiosità
- Di scarpe porta il 51.